# Horia Liman
Horia Liman (* als Horia Lehman am 12. September 1912 in Bukarest, Rumänien; † 22. August 2002 in Neuenburg) war ein rumänisch-schweizerischer Journalist und Schriftsteller.

## Leben
Horia Liman war in Rumänien ab den 1930er-Jahren journalistisch tätig. 1970 ersuchte er in Genf um politisches Asyl, das ihm gewährt wurde. Er erlangte 1981 das Schweizer Bürgerrecht und liess sich in Neuenburg nieder.
Liman veröffentlichte neun Werke in rumänischer sowie eine Reportage und zwei Romane in französischer Sprache. Er war Mitglied der Association des écrivains de langue française und der Association vaudoise des écrivains. 1993 wurde ihm der Schillerpreis verliehen.

## Auszeichnungen
- 1993: Gesamtwerkspreis der Schweizerischen Schillerstiftung

## Werke

### Auf Rumänisch
- Marea de piatră, Bukarest 1948
- Haita, 1949
- Drumul revoluției chineze, 1949
- Hotarul soarelui, Bukarest 1957
- Cronica ilustrată a unei lumi apuse, Bukarest 1959
- Cînt oamenii și zările, Bukarest 1959
- Timpurile și anotimpurile Bucureștiului, Bukarest 1960
- Patetica: Germania – ierĭ şi azĭ, Bukarest 1965
- Joseph McCarthy vînează vrăjitoare, Bukarest 1965

### Auf Französisch
- Galaxie helvétique. Reportage, Bukarest 1970
- La foire aux jeunes filles. Roman, Lecce 1987
  - Neuausgabe als: L’échéance, Saint-Imier 1992, ISBN 2-88382-022-8.
- Les bottes. Roman, Saint-Imier 1992, ISBN 2-88382-018-X.